# Regla de selecció
En física i química, una regla de selecció, o regla de transició, restringeix formalment les possibles transicions d'un sistema d'un estat quàntic a un altre. S'han derivat regles de selecció per a transicions electromagnètiques en molècules, àtoms, nuclis atòmics, etc. Les regles de selecció poden diferir segons la tècnica utilitzada per observar la transició. La regla de selecció també juga un paper en les reaccions químiques, on algunes són reaccions formalment prohibides de spin, és a dir, reaccions on l'estat de spin canvia almenys una vegada de reactius a productes.
A continuació, es consideren principalment les transicions atòmiques i moleculars.

## Visió general
En mecànica quàntica, la base per a una regla de selecció espectroscòpica és el valor de la integral del moment de transició
{\displaystyle \int \psi _{1}^{*}\,\mu \,\psi _{2}\,\mathrm {d} \tau \,,}
on {\displaystyle \psi _{1}} i {\displaystyle \psi _{2}} són les funcions d'ona dels dos estats, "estat 1" i "estat 2", implicat en la transició, i μ és l'operador del moment de transició. Aquesta integral representa el propagador (i, per tant, la probabilitat) de la transició entre estats 1 i 2; si el valor d'aquesta integral és zero, la transició està " prohibida ".
A la pràctica, per determinar una regla de selecció no cal calcular la integral en si: n'hi ha prou amb determinar la simetria de la funció de moment de transició {\displaystyle \,\psi _{1}^{*}\;\mu \;\psi _{2}~.} Si la funció de moment de transició és simètrica sobre tota la representació totalment simètrica del grup de punts al qual pertany l'àtom o la molècula, aleshores el valor de la integral no és (en general) zero i la transició es permet. En cas contrari, la transició està " prohibida ".
La integral del moment de transició és zero si la funció del moment de transició, {\displaystyle \psi _{1}^{*}\;\mu \;\psi _{2}\,,} és antisimètric o estrany, és a dir {\displaystyle ~y(x)=-y(-x)~}. La simetria de la funció de moment de transició és el producte directe de les paritats dels seus tres components. Les característiques de simetria de cada component es poden obtenir a partir de taules de caràcters estàndard. Les regles per obtenir les simetries d'un producte directe es poden trobar en els textos de les taules de caràcters.
Característiques de simetria de l'operador de moment de transició:
| Tipus de transició     | μ transforma com       | Context                     |
| ---------------------- | ---------------------- | --------------------------- |
| Dipol elèctric         | x, y, z                | Espectres òptics            |
| Quadrupol elèctric     | x2, y2, z2, xy, xz, yz | Restricció x2 + y2 + z2 = 0 |
| Polarització elèctrica | x2, y2, z2, xy, xz, yz | Espectres Raman             |
| Dipol magnètic         | R x, R y, R z          | Espectres òptics (febles)   |

## Exemples

### Espectres electrònics
La regla de Laporte és una regla de selecció que s'estableix formalment de la següent manera: En un entorn centrosimètric, les transicions entre orbitals atòmics semblants com ara s-s, p-p, d-d o f-f estan prohibides. La regla de Laporte (llei) s'aplica a les transicions de dipols elèctrics, de manera que l'operador té simetria u (que significa ungerade, imparell). Els orbitals p també tenen u simetria, de manera que la simetria de la funció de moment de transició ve donada pel producte triple u×u×u, que té u simetria. Per tant, les transicions estan prohibides. De la mateixa manera, els orbitals d tenen simetria g (que vol dir gerade, parell), de manera que el producte triple g × u × g també té simetria u i la transició està prohibida.
La funció d'ona d'un sol electró és el producte d'una funció d'ona depenent de l'espai i una funció d'ona de spin. El gir és direccional i es pot dir que té paritat estranya. D'aquesta manera es prohibeixen les transicions en què canvia la "direcció" de gir. En termes formals, només els estats amb el mateix nombre quàntic d'espín total estan "permès de gir". En la teoria del camp cristal·lí, les transicions d-d que estan prohibides per gir són molt més febles que les transicions permeses per gir. Tots dos es poden observar, malgrat la regla de Laporte, perquè les transicions reals estan acoblades a vibracions antisimètriques i que tenen la mateixa simetria que l'operador del moment dipolar.

### Espectres de vibracions
En l'espectroscòpia vibracional, s'observen transicions entre diferents estats vibracionals. En una vibració fonamental, la molècula s'excita des del seu estat fonamental (v = 0) fins al primer estat excitat (v = 1). La simetria de la funció d'ona de l'estat fonamental és la mateixa que la de la molècula. És, per tant, una base per a la representació totalment simètrica en el grup puntual de la molècula. Es dedueix que, perquè es permeti una transició vibracional, la simetria de la funció d'ona de l'estat excitat ha de ser la mateixa que la simetria de l'operador del moment de transició.